# Interferenz (Linguistik)
Mit dem Begriff Interferenz bezeichnet man in der Sprachwissenschaft die Übertragung muttersprachlicher Strukturen auf äquivalente (gleichwertige) Strukturen einer Fremdsprache und umgekehrt oder von Strukturen eines Dialekts auf die zugehörige Standardsprache und umgekehrt. Das betrifft Strukturen semantischer, grammatischer (morphosyntaktischer), idiomatischer, phonologischer und gestikulatorischer Art in der Ausgangssprache, deren Übernahme in die Zielsprache von kompetenten Hörern oder Lesern dort als falsch oder irreführend betrachtet werden und die gegebenenfalls so zu Missverständnissen oder zu unverständlichen Sätzen führen können. Der Begriff wurde zuerst von Uriel Weinreich eingeführt.
Interferenz ist nicht zu verwechseln mit Code-Switching, also der Fähigkeit, in einer Interaktion zwischen mehreren Sprachen zu wechseln.

## Interferenz bei Fremdsprachen
interlinguale oder zwischensprachliche Interferenz
Es existieren drei Formen dieses Interferenztyps:
- Übertragung von muttersprachlichen Strukturen auf eine Fremdsprache
- Übertragung von fremdsprachlichen Strukturen auf die Muttersprache, so etwa vom Englischen auf das Deutsche, was unter dem Stichwort „Denglisch“ weithin bekannt ist.
- Übertragung von Strukturen von einer Fremdsprache auf eine andere. Solche Interferenzfehler treten bei Sprechern mehrerer Fremdsprachen und besonders häufig dann auf, wenn zwei Sprachen eng verwandt sind (z. B. zwischen Spanisch und Italienisch).

intralinguale Interferenz
Darauf beruhen Fehler, wenn bestimmte Strukturen einer Fremdsprache innerhalb dieser verallgemeinert werden, beispielsweise wenn innerhalb der englischen Sprache die dem Deutschen fremde dunkle (harte) Variante des englischen Laterals „l“ verallgemeinert und fälschlicherweise auch dann verwendet wird, wenn die weiche, auch im Deutschen vorkommende Variante benutzt werden müsste.
Dieses Phänomen wird in der Sprachwissenschaft häufig nicht nur als „Interferenz“, sondern auch als „Transferenz“ bezeichnet. Synonym dazu wird auch der Ausdruck „Transfer“ gebraucht. Dieser kann auch den positiven Einfluss der Muttersprache auf die Fähigkeit zur korrekten Formulierung in der Fremdsprache bezeichnen („positiver Transfer“): Der Sprecher oder Schreiber hat in einem solchen positiven Fall die Form, die er benutzt, nie explizit gelernt, bildet sie aber auf Grund der Kenntnis seiner Muttersprache intuitiv richtig.

## Lexikalische Interferenzen
Zu den lexikalischen Interferenzen gehören vor allem die Direktübertragung und die Hyperkorrektion, die beide besonders bei nahe verwandten Sprachen auftreten, deren onomasiologische Regeln aber nicht übereinstimmen, oder die klare phonologische Unterschiede aufweisen oder bei gleicher Aussprache eine unterschiedliche Schreibung verwenden. So mag ein deutscher Sprecher den niederländischen „Vink“, der in Bedeutung und (zum Teil) in Aussprache dem deutschen „Fink“ entspricht, versehentlich wie „Wink“ lesen, weil er sich fälschlich an einigen deutschen Lehn- oder Fremdwörtern wie „Vase“, „Veronika“ oder „Viktoria“ orientiert.
Eine weitere Art der lexisch bedingten Interferenz liegt vor, wenn das grammatische Geschlecht zwischen zwei Sprachen verschieden ist. Niederländische Sprecher verwenden im Deutschen gern versehentlich „die“ statt „der“ oder „das“. Ein weiteres Beispiel sind Sprecher bestimmter deutscher Dialektgruppen, die Personennamen den bestimmten Artikel voranstellen. Im Standarddeutschen sind Artikel vor Personennamen nicht gebräuchlich, jedoch in vielen Lokalsprachen aus dem Westen und Süden des deutschen Sprachgebietes üblich oder gar vorgeschrieben, und weibliche Personen folgen besonders in den südwestlichen und westlichen Varietäten entgegen der standardsprachlichen Norm einer sächlichen Deklination: „Das Anna ist ein aufgewecktes Kind.“

## Semantische Interferenzen
Probleme beim Verständnis fremder Sprachen beziehungsweise bei der Produktion verständlicher Äußerungen in einer fremden Sprache bereiten so genannte „falsche Freunde“. Dabei handelt es sich um Wörter, die ähnlich oder gleich klingen oder geschrieben werden wie Wörter der Muttersprache, aber eine andere Bedeutung haben. Daraus ergibt sich oft der Irrtum, das Wort bedeute dasselbe wie in der Muttersprache. Beispielsweise bezeichnet das deutsche Wort „Bio“ im alltäglichen Sprachgebrauch vor allem eine bestimmte Lebensmittelklasse, das dänische Wort „Bio“ (von „Biograf“) hingegen entspricht dem deutschen Wort „Kino“. Besonders hoch ist die Wahrscheinlichkeit, dass sich „Falsche Freunde“ im allgemeinen Sprachgebrauch durchsetzen dann, wenn die beiden bezeichneten Sachen eine wesentliche semantische Ähnlichkeit oder Gleichheit aufweisen. So hat sich etwa das Wort „Webseite“ aus dem englischen „web site“ („site“ = Standort, Stelle) entwickelt, das einen bestimmten „Platz“ im World Wide Web meint. Durch die sachliche Ähnlichkeit, nämlich der Vorstellung, dass man eine „site“ wie eine „Seite“ aufschlägt und darin einzelne „Seiten“ durchblättern kann, hat sich das deutsche Wort „Webseite“ vielerorts als Bezeichnung nicht nur für eine einzelne Seite des WWW, sondern für eine gesamte Site eingebürgert.
Eine ähnliche Problematik liegt vor, wenn eine Redewendung wörtlich übersetzt wird und daraufhin das eigentlich Gemeinte in der Zielsprache nicht verstanden wird. Generell entstehen durch uneigentliches, insbesondere metaphorisches Sprechen oder Schreiben oft Verständnisprobleme. Zum Beispiel steht „blau“ im Deutschen für „betrunken“ und für eine Farbe, während „blue“ im Englischen dieselbe Farbe bezeichnet, aber auch „traurig“ (vgl. die musikalische Stilrichtung „Blues“) oder „schlüpfrig“ bedeuten kann.
Auch unterliegen viele dem Irrtum, bestimmte Wörter gleichen Ursprungs, vor allem Internationalismen, gebe es in allen Sprachen, die einer Sprachfamilie angehören, in derselben Art. Tatsächlich sind in Ausnahmefällen manche Lehnwörter in einer bestimmten Fremdsprache ungebräuchlich, und manche Internationalismen werden (für viele unerwartet) in einer vom allgemein üblichen Standard abweichenden Form gebraucht. So zum Beispiel:
- „das Bier“ (deutsch), „the beer“ (englisch), „la bière“ (französisch), „la birra“ (italienisch); aber: „la cerveza“ (spanisch), „a cerveja“ (portugiesisch), „ölet“ (schwedisch)
- „trans-“ wie in „Transport/transport“ (fast alle europäischen Sprachen); aber: „tras-“ wie in „trasporto“ (italienisch, ohne „n“)

## Syntaktische Interferenzen
Syntaktische Interferenzen betreffen Satzstrukturen, die in unterschiedlichen Sprachen unterschiedlich sein können. Zum Beispiel unterscheidet sich der Gebrauch von Artikeln in generischen Ausdrücken im Französischen und Deutschen. Während im Französischen nach Verben des Mögens der definite Artikel steht, wird im Deutschen normalerweise kein Artikel verwendet.
- J'aime le thé.
- Ich trinke gerne Tee.

Das kann unter Umständen bei französischsprachigen Deutschlernern zu inkorrekten Verwendungsweisen des definiten Artikels im Deutschen führen.
- Ich trinke gerne den Tee.

Dieser Satz erlaubt keine generische Interpretation.

## Morphologische Interferenzen
In vielen Sprachen gibt es Wörter mit gleichem Stamm, die aber sprachspezifisch verschieden konjugiert und dekliniert werden. Das trifft z. B. auf das Verb „to arrive“ (englisch) bzw. „arriver“ (französisch) zu. Wer viel Englisch spricht und schreibt, dem ist das Suffix „-s“ in der 3. Person Singular „in Fleisch und Blut übergegangen“. Fehlformen des Typs „il arrives“ sind leicht möglich, wenn die Konzentration des Schreibers nachlässt (zumal die verbale Endung „-es“ auch im Französischen existiert, dort jedoch die 2. Person Singular kennzeichnet). Auf ähnliche Weise lässt sich die falsche Form „gearbeited“ erklären: Ein unkonzentrierter Schreiber hat die Endung von „worked“ ins Deutsche übernommen. Vermehrt sind solche Fälle bei der Übernahme englischer Ausdrücke ins Deutsche zu verzeichnen, wie in den Fällen „upgedated“ statt „upgedatet“ oder „gescanned“ statt „gescannt“.
Einen weiteren Fall stellt die Kennzeichnung des Plurals durch das Suffix „-s“ dar: Im Englischen ist diese Form meist richtig, im Deutschen aber eher selten. Dass „die Fischers“ die „Familie Fischer“ bedeutet und nicht „vom Fischfang lebende Menschen“, wissen Menschen mit nur geringer Kompetenz des Deutschen nicht unbedingt. Für Verwirrung kann etwa der Umstand sorgen, dass die vom Niederdeutschen beeinflussten norddeutschen Formen wie „Jungs und Mädels“ sich stark nach Süden ausbreiten und dort so den Eindruck nahelegen, es handle sich um eine generell korrekte Anwendung des Suffixes „-s“. Ein vorerst oft nur scherzhafter Gebrauch solcher Art ist oftmals die Folge, der sich gegebenenfalls im Laufe der Zeit generalisieren kann.

## Phonologische Interferenzen

### Übertragung des muttersprachlichen Phoneminventars auf die Fremdsprache
Nichtmuttersprachler erkennt man oft zuerst aufgrund ihrer von der Norm der Fremdsprache abweichenden Aussprache. Speziell anhand der spezifischen Aussprache, zu der deutschsprachige Englischlernende neigen, zeigen sich folgende Problemfelder:
- Unterschiede im Phoneminventar zwischen Muttersprache und Fremdsprache.
- Unterschiede in den Phonemdistributionen und Phonemkombinationen
- Unterschiede im Allophonbestand
- Unterschiede in den satzphonetischen Erscheinungen (Sprechtakt, Sprechrhythmus, Betonung/Intonation)

Unterschiede im Phoneminventar zweier Sprachen führen dazu, dass die in der eigenen Sprache nicht vorhandenen Laute der Fremdsprache durch ähnliche Laute der Muttersprache ersetzt werden. Problematisch wird dies, wenn dabei Phonemgrenzen überschritten werden – wenn also der Ersatzlaut mit einem anderen Laut der Fremdsprache zusammenfällt.
Im Falle deutscher Englischlernender ist das bekannteste Beispiel das so genannte englische „th“, welches in zwei Varianten existiert: als stimmloser und als stimmhafter interdentaler Reibelaut. Da es im Deutschen keine interdentalen Frikative gibt, ersetzen deutsche Muttersprachler die Varianten des englischen „th“ durch die alveolaren Frikative [⁠s⁠] wie in „reißen“ bzw. [⁠z⁠] wie in „singen“. Es wird also z. B. sowohl engl. „thing“ als auch engl. „sing“ als „sing“ ([sɪŋ]) realisiert. Wenn hier durch den Kontext keine Klärung erfolgt, ergeben sich Verständnisschwierigkeiten.
In einer Matrix lassen sich diese Aussprachecharakteristika wie folgt darstellen:
|                  | [⁠s⁠] wie in reißen | [⁠z⁠] wie in Reise | [⁠v⁠] wie in Wein | [⁠ɛ⁠] wie in Bett |
| [θ] wie in thing | ✓                 | ✗                | ✗               | ✗               |
| [⁠s⁠] wie in sing  | ✓                 | ✗                | ✗               | ✗               |
| [ð] wie in this  | ✗                 | ✓                | ✗               | ✗               |
| [⁠z⁠] wie in zebra | ✗                 | ✓                | ✗               | ✗               |
| [⁠w⁠] wie in west  | ✗                 | ✗                | ✓               | ✗               |
| [⁠v⁠] wie in vest  | ✗                 | ✗                | ✓               | ✗               |
| [æ] wie in bad   | ✗                 | ✗                | ✗               | ✓               |
| [⁠e⁠] wie in bed   | ✗                 | ✗                | ✗               | ✓               |

thing und sing, writhe und rise, west und vest sowie bad und bed klingen also bei dieser falschen Aussprache jeweils gleich.

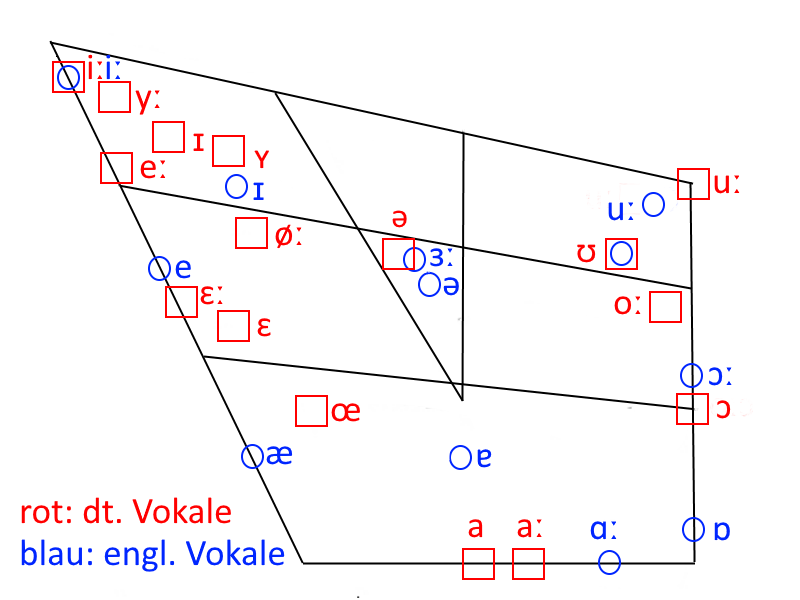
Unterschiedliche Realisierung der Monophthonge – Vokaltrapez mit Angabe der Zungenstellungen der deutschen (rot) Monophthonge und der Monophthonge im britischen RP (blau)

Solche Interferenzen entstehen aufgrund der so genannten kategorialen Wahrnehmung: Beim Erwerb der Muttersprache lernt jedes Kleinkind unbewusst unterschiedlich artikulierte Laute in Lautklassen zusammenzufassen und sondert sowohl in der Wahrnehmung als auch in der eigenen Artikulation alle anderen Möglichkeiten aus. Hört nun ein Muttersprachler einen Sprachlaut, der in der eigenen Sprache nicht existiert, wird dieser „automatisch“ in eine benachbarte Lautklasse eingeordnet und dementsprechend artikuliert. Diese Fälle von interlingualer Interferenz sind daher vorhersehbar und bilden die Grundlage von Ausspracheübungen bei der Unterrichtung der Fremdsprache.
Im Gegensatz zur morphologischen und syntaktischen Interferenz ist die phonologische Interferenz einer Korrektur oder Modifikation meist weniger zugänglich.
Muttersprachliche Interferenz ließe sich durch eine Bewusstmachung des Lernenden über den Sachverhalt fast vollkommen ausschalten. Hierzu sind allerdings neben dem Überwinden einer sprachpsychologischen Hemmschwelle meist auch die Kenntnis der Bedingungen menschlicher Sprachartikulation und eine besonders intensive Beschäftigung mit der Fremdsprache notwendig. Dies gelingt allerdings meist nur, wenn sich jemand, der eine Fremdsprache erlernen will, eine gewisse Zeit im Land der Zielsprache aufhält. Wenn sich der Sprecher der Fremdsprache des Phänomens der muttersprachlichen Interferenzen nicht bewusst ist oder er diese nicht überwinden kann, verfestigen sich solche Fehler in der Fremdsprache, so dass eine Ausschaltung der muttersprachlichen Einflüsse praktisch unmöglich wird. In der Spracherwerbsforschung wird dieser Zustand als „Fossilierung“ bezeichnet.

### Übertragung des fremdsprachlichen Phoneminventars auf die Muttersprache
Der Kontakt mit einer Fremdsprache kann auch dazu führen, dass sich das Sprechen, aber auch das Schreiben eines Menschen in seiner Muttersprache ändert. Oder es ist möglich, dass  deutschsprachige Jungen namens David und Patrick plötzlich wollen, dass ihr Name englisch ausgesprochen wird, obwohl es sich nicht um ursprünglich englische Namen handelt. Auch kann „Johannes“ zu „Johnny“ werden. Solche Anglizismen gelten allerdings nur dann als „negative Transfers“, also als Interferenzphänomene, wenn man sie negativ als Fälle von „Denglisch“ („unangemessene“ Übernahme der Normen der englischen Sprache) bewertet.

### Nichterkennen der Herkunft eines Wortes
Einen Sonderfall phonetischer Interferenzen stellen Eigennamen und Fremdwörter dann dar, wenn sie nicht automatisch nach den Regeln der Muttersprache oder der vermuteten Herkunftssprache ausgesprochen werden, sondern nach den Regeln einer (anderen) Fremdsprache. So ist beispielsweise vielen nicht bekannt, dass der Sänger Roger Cicero seinen Vornamen französisch ausgesprochen haben möchte; viele Deutsche sprechen „Roger“ englisch aus. Dasselbe trifft auf „Albert Camus“ zu: Wer den Namen des französischen Autors nicht kennt, könnte ihn auch deutsch oder englisch aussprechen. Gleiches gilt für den ungarischen Arzt namens „Kaposi“, nach dem das „Kaposi-Sarkom“ benannt ist: Unabhängig davon, wie man das „a“ und das „o“ in seinem Namen artikuliert – das „s“ muss korrekt als „sch“ ausgesprochen werden. Bei allgemeinen Fremdwörtern kommt es etwa vor, dass jemand „kreieren“ als „krei-eren“ interpretiert, wenn er nicht sofort versteht, dass „kre-ieren“ gemeint ist. Unterstützt werden solche Fehlleistungen durch suggestive Silbentrennungen (wie hier „kreie-ren“, aber wie sie auch in genuin deutschen Wörtern vorkommen können, etwa im Falle von „beinhalten“, das statt „be-inhalten“ oft fälschlich als „bein-halten“ gelesen wird).